# San Mateo Capultitlán
San Mateo Capultitlán är en ort i Mexiko.   Den ligger i kommunen Huejotzingo och delstaten Puebla, i den sydöstra delen av landet, 80 km öster om huvudstaden Mexico City. San Mateo Capultitlán ligger 2 258 meter över havet och antalet invånare är 2 328.
Terrängen runt San Mateo Capultitlán är platt åt nordost, men åt sydväst är den kuperad. Terrängen runt San Mateo Capultitlán sluttar österut. Runt San Mateo Capultitlán är det ganska tätbefolkat, med 108 invånare per kvadratkilometer. Närmaste större samhälle är Cholula, 18,7 km sydost om San Mateo Capultitlán. Omgivningarna runt San Mateo Capultitlán är en mosaik av jordbruksmark och naturlig växtlighet.